# Águas de São Pedro
Águas de São Pedro è un comune del Brasile nello Stato di San Paolo, parte della mesoregione di Piracicaba e della microregione omonima.

## Storia
Fondato il 25 giugno del 1940 da Octavio Moura Andrade, è il secondo comune più piccolo, per estensione di tutto il Brasile, dopo Santa Cruz de Minas. È uno dei quattro comuni enclave del Brasile. Gli altri tre sono: Arroio do Padre, Ladário e Portelândia.
Il comune è stato fondato attorno ad una foresta di piante medicinali e nelle vicinanze di un torrente di acqua che si dice curativa per varie malattie.
Il comune è stato creato nel 1948 con legge statale.

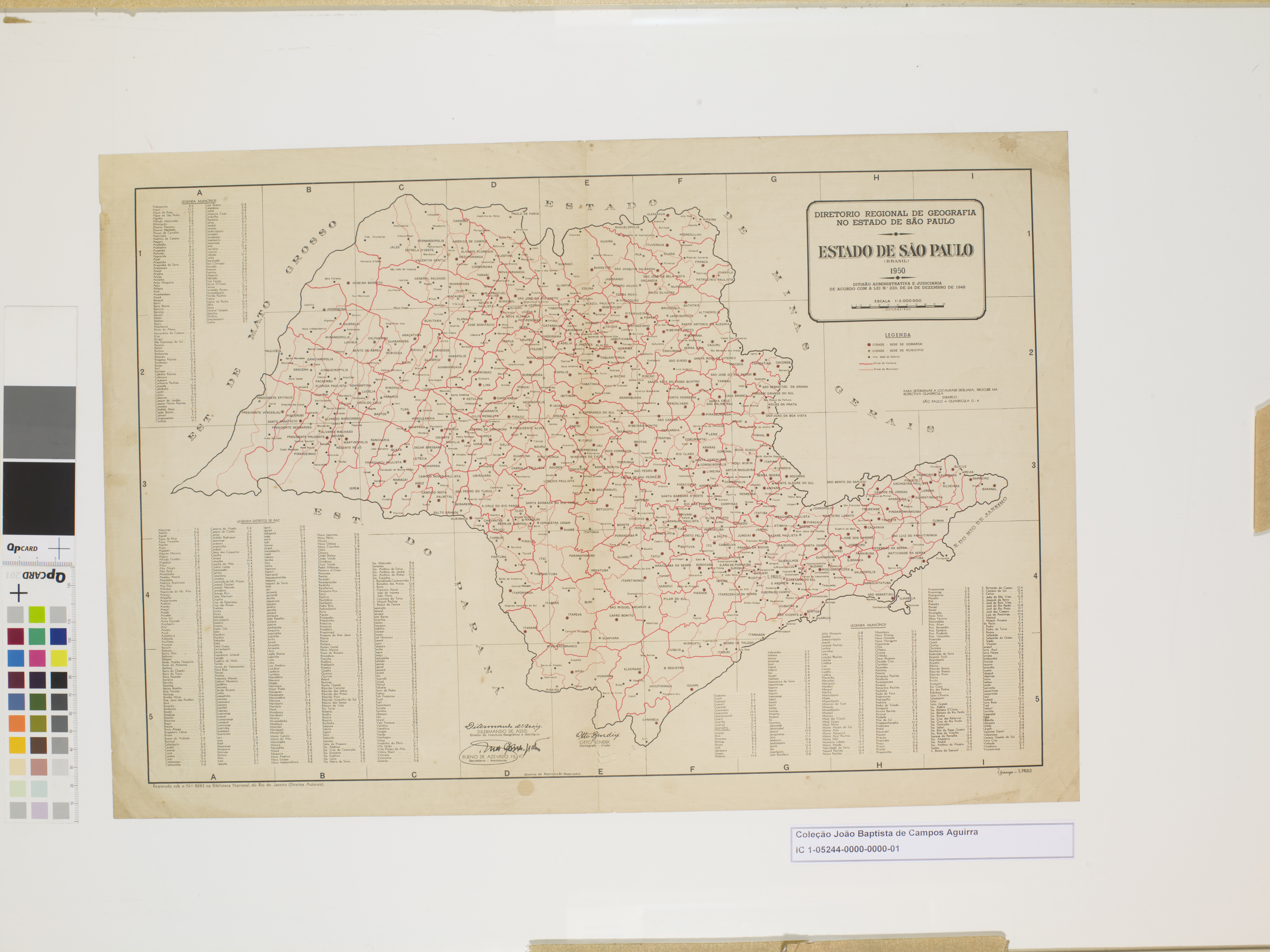
Mappa dello stato di San Paolo (1948).

## Geografia fisica

### Clima
Il clima è quasi tropicale d'estate, raggiungendo i 28 °C e quasi freddo d'inverno, con 11 °C.

## Religione
Il Cristianesimo è presente nel comune come segue:

### Cattolicesimo
La chiesa cattolica nel comune fa parte della Diocesi di Piracicaba.

### Protestantesimo
In città sono presenti le credenze evangeliche più diverse, principalmente pentecostali, compresa la Chiesa Assemblee di Dio brasiliana (la più grande chiesa evangelica del paese), Chiesa Congregazione cristiana nel Brasile, tra gli altri. Queste denominazioni crescono sempre di più in tutto il Brasile.